# Alyxieae
Alyxieae, tribus zimzelenovki (Apocynaceae), dio potporodice Rauvolfioideae. Sastoji se od dva podtribusa sa 7 rodova.

## Podtribusi
1. Alyxiinae A. DC. in DC. & A. DC.
2. Condylocarpinae Pichon ex Leeuwenb.